# Gammertingen
Gammertingen è un comune tedesco di 6 318 abitanti, abitanti, situato nel land del Baden-Württemberg.